# 献穆曹皇后
曹 節（そう せつ）は、後漢最後の皇帝献帝の皇后。父は曹操。兄に曹丕。姉に曹憲。妹に曹華。一説には次女。夫の諡を重ねて献穆皇后（けんぼくこうごう）。

## 概要
建安18年（213年）7月、上述の姉・妹と共に献帝に嫁ぎ、夫人に封ぜられた。翌年（214年）3人には貴人に昇格した。
建安20年（215年）、伏皇后の父伏完が、先に処刑された董承の無念を晴らすべく、謀反を起こそうと計画していたことが発覚した。当人である伏完が既に死亡していたため、遺族である伏皇后ら一族が処刑された。曹節はすぐ皇后に立てられた訳ではなかったが、やがて皇后に立てられた。
建安25年（220年）、曹操が死去した後、魏王を継いだ兄は献帝に対し禅譲を迫った。その際、曹節は伝国璽を握って使者に渡さないようにし、使者が来ても激しく詰った。このやり取りは数日続いたが、ついに曹節が折れ「天に祝福されないのか」と言って伝国璽を投げ付け、涙を流した。これを見た周囲の者は顔を上げられなかったという。またこれと似た話として、前漢末に王莽が禅譲を迫った際、王莽の叔母王政君が同様に使者を詰り、伝国璽を投げつけたことがあったという。献帝は禅譲によって山陽公となり、山陽公夫人として従った。曹節は魏の公主となったことはない。
献帝が死去した後も、彼女は甘露5年（260年）まで生きた。この年は、高貴郷公が司馬昭一派に白昼殺害されるという前代未聞の事件が起こった年であり、曹氏の衰退は誰の目にも明らかとなっていた。
小説『三国志演義』においては版本によりエピソードが異なることで知られる。いわゆる「李卓吾本」を初めとするそれ以前の版本では、曹丕が禅譲を迫った際、献帝に対し「なぜ兄に従わないのか」と罵っており、『後漢書』とは逆の描写がなされている。のちに、毛宗崗がこれを『後漢書』に従って改め「曹皇后は大義を知っている」と評した。